# Kolorowy zawrót głowy
Kolorowy zawrót głowy – cykl programów telewizyjnych telewizyjnej Dwójki emitowany od 5 stycznia 1988 do 20 lutego 1990 w wtorki (w sezonie zimowym) prowadzonych przez Janusza Zielonackiego. Promowały one powstanie w Bieszczadach kompleksu sportów zimowych łącznie z wybudowaniem kilku wyciągów narciarskich z bogatą infrastrukturą w rejonie Wołosatego. Infrastruktura miała być czynna również w okresie letnim.
Plany wywołały masowe protesty w całym kraju i po pewnym czasie je zarzucono.